# 巴非蛤
巴非蛤（学名：Paphia papilionacea），是帘蛤目帘蛤科横帘蛤属的一种。主要分布于中国大陆，常栖息在潮下带10-72米泥沙底或褐色软泥底的浅海。